# Casa de les Lletres de Tarragona
La Casa de les Lletres és un servei públic de caràcter municipal que té com a missió l'impuls, la coordinació i l'acolliment de les activitats i iniciatives que giren al voltant de la creació literària i la lectura a la ciutat de Tarragona. Per tant, allò que constitueix l'essència de la Casa de les Lletres és un marc organitzatiu de col·laboració entre agents culturals i administració municipal. L'objectiu principal consisteix a dinamitzar i coordinar l'activitat de difusió de la creació literària a la ciutat de Tarragona, junt a la conservació i protecció del patrimoni que aquest sector genera, amb la integració de tots els sectors implicats (autors, editors, llibreters, biblioteques, entitats, etc.).